# Кантав, Леон
Леон Кантав (фр. Léon Cantave; 4 июля 1910, Мирбале, Гаити — 13 февраля 1968, Париж, Франция) — гаитянский государственный деятель, председатель Исполнительного правительственного совета (1957).

## Биография
Сделал успешную армейскую карьеру, дослужившись до должности начальника генерального штаба (1956—1957). После отставки Франка Сильвена он первый раз встал во главе государства, пять дней спустя передал власть состоящему из тринадцати членов исполнительному правительственному совету.
В мае 1957 г. объявил себя главой Гаити после того, как правительственный совет решил отправить в отставку его и начальника полиции Порт-о-Пренса Пьера Арманда. Однако через пять дней передал полномочия главы государства Даниэлю Финьолю, который назначил вместо него на должность главнокомандующего армией полковника Кебро.
В июле 1963 г. вместе с подполковником Рене Леоном предпринял с территории Доминиканской Республики попытку свержения диктатора Франсуа Дювалье. 7 августа 1963 г. мятежники начали осаду Порт-о-Пренса, однако в сентябре 1963 г. потерпели серьёзное поражение при попытке захватить казармы Уанаменте. Впоследствии он был задержан в Доминиканской Республике, после чего был депортирован в Париж.